# نيكولاس فيرغسون
نيكولاس فيرغسون (بالإنجليزية: Nicholas Ferguson) هو شخصية أعمال بريطاني، ولد في 24 أكتوبر 1948 في إنجلترا في المملكة المتحدة.